# Heliria turritella
Heliria turritella är en insektsart som beskrevs av Buckton. Heliria turritella ingår i släktet Heliria och familjen hornstritar. Inga underarter finns listade i Catalogue of Life.